# Kent (Connecticut)
Pour les articles homonymes, voir Kent (homonymie).
Kent est une ville située dans le comté de Litchfield, dans l'État du Connecticut aux États-Unis. Lors du recensement de 2010, Kent avait une population totale de 2 979 habitants.

## Géographie
Selon le Bureau du recensement des États-Unis, la superficie de la ville est de 49,61 milles carrés (128,49 km2), dont 48,55 milles carrés (125,74 km2) de terres et 1,06 milles carrés (2,75 km2) de plans d'eau (soit 2,14 %).

## Histoire
Kent devient une municipalité en 1739. La région était appelée Schaghticoke par les Amérindiens ; elle est renommée en l'honneur du comté de Kent en Angleterre.

## Démographie
D'après le recensement de 2000, il y avait 2 858 habitants, 1 143 ménages, et 744 familles dans la ville. La densité de population était de 22,8 hab./km2. Il y avait 1 463 maisons avec une densité de 11,7 maisons/km2. La décomposition ethnique de la population était : 95,77 % blancs ; 0,56 % noirs ; 0,77 % amérindiens ; 0,98 % asiatiques ; 0,03 % natifs des îles du Pacifique ; 0,70 % des autres races ; 1,19 % de deux ou plus races. 2,52 % de la population était hispanique ou Latino de n'importe quelle race.
Sur les 1 143 ménages, 28,6 % avaient des enfants de moins de 18 ans, 55,6 % étaient des couples mariés, 6,7 % avaient une femme qui était parent isolé, et 34,9 % étaient des ménages non-familiaux. 28,3 % des ménages étaient constitués de personnes seules et 12,6 % de personnes seules de 65 ans ou plus. Le ménage moyen comportait 2,43 personnes et la famille moyenne avait 2,99 personnes.
Dans la ville, la pyramide des âges était 22,8 % en dessous de 18 ans, 5,2 % de 18 à 24 ans, 26,3 % de 25 à 44 ans, 27,8 % de 45 à 64 ans, et 17,8 % qui avaient 65 ans ou plus. L'âge médian était 43 ans. Pour 100 femmes, il y avait 93,9 hommes. Pour 100 femmes de 18 ans ou plus, il y avait 90,6 hommes.
Le revenu médian par ménage de la ville était 53 906 dollars US, et le revenu médian par famille était $66 065. Les hommes avaient un revenu médian de $46 343 contre $31 493 pour les femmes. Le revenu par habitant de la ville était $38 674. 3,2 % des habitants et 0,1 % des familles vivaient sous le seuil de pauvreté. 0,0 % des personnes de moins de 18 ans et 10,8 % des personnes de plus de 65 ans vivaient sous le seuil de pauvreté.
| 1820  | 1850  | 1860  | 1870  | 1880  | 1890  |
| ----- | ----- | ----- | ----- | ----- | ----- |
| 1 956 | 1 848 | 1 855 | 1 744 | 1 622 | 1 383 |

| 1900  | 1910  | 1920  | 1930  | 1940  | 1950  |
| ----- | ----- | ----- | ----- | ----- | ----- |
| 1 220 | 1 122 | 1 086 | 1 054 | 1 245 | 1 392 |

| 1960  | 1970  | 1980  | 1990  | 2000  | 2010  |
| ----- | ----- | ----- | ----- | ----- | ----- |
| 1 686 | 1 990 | 2 505 | 2 918 | 2 858 | 2 979 |